# Jarey
Jarey – gewog w środkowym Bhutanie, jeden z ośmiu w dystrykcie Lhünce. Zajmuje powierzchnię 136 km². W 2005 był zamieszkany przez 1143 osoby. Gęstość zaludnienia wynosiła 8,4 os./km². Dzieli się na 5 chiwogów, które są trzeciorzędnymi jednostkami podziału administracyjnego Bhutanu i pełnią funkcję obwodów wyborczych: Artobi Ngangngae, Kharchung, Ladrong, Yabi Zangkhar i Yumchhe.

## Położenie
Jednostka położona jest w południowej części dystryktu. Jej południowa granica jest jednocześnie granicą dystryktu Lhünce z dystryktem Monggar, zachodnia z dystryktem Bumtʽang. Sąsiaduje z pięcioma gewogami:
- Metsho na północy,
- Tsenkhar na wschodzie,
- Tsamang i Saling na południu,
- Ura na zachodzie.

## Demografia
Według bhutańskiego National Statistics Bureau struktura płciowa w 2005 kształtowała się następująco: 44,2% ludności stanowili mężczyźni, przy 55,8% kobiet. Mieszkańcy gewogu reprezentowali 7,4% całkowitej populacji dystryktu.